# G (тип підводних човнів США)
| ПЧ типу «G»                | ПЧ типу «G»                                            | ПЧ типу «G»                                            |
| -------------------------- | ------------------------------------------------------ | ------------------------------------------------------ |
| G-class submarine          |                                                        |                                                        |
|                            |                                                        |                                                        |
|                            |                                                        |                                                        |
| Під прапором               | США                                                    | США                                                    |
| Спуск на воду              | 1909—1913 рр (4 човни)                                 | 1909—1913 рр (4 човни)                                 |
| Виведений зі складу флоту  | 1921 р                                                 | 1921 р                                                 |
| Сучасний статус            | утилізовані,                                           | утилізовані,                                           |
| Проєкт                     |                                                        |                                                        |
| Основні характеристики     |                                                        |                                                        |
| Швидкість (надводна)       | 14 вузлів (26 км/год)                                  | 14 вузлів (26 км/год)                                  |
| Швидкість (підводна)       | 9,5-10 вузлів (17,6-18,5 км/год)                       | 9,5-10 вузлів (17,6-18,5 км/год)                       |
| Гранична глибина занурення | 61 м                                                   | 61 м                                                   |
| Екіпаж                     | 24-26 осіб                                             | 24-26 осіб                                             |
| Розміри                    |                                                        |                                                        |
| Довжина найбільша (по КВЛ) | 48,49 м                                                | 48,49 м                                                |
| Ширина корпусу найб.       | 4-5,2 м                                                | 4-5,2 м                                                |
| Середня осадка (по КВЛ)    | 3,4-3,7 м                                              | 3,4-3,7 м                                              |
| Озброєння                  |                                                        |                                                        |
| Торпедно- мінне озброєння  | 4-6 носових ТА калібру 18 дюймів — 467 мм, 6-10 торпед | 4-6 носових ТА калібру 18 дюймів — 467 мм, 6-10 торпед |
| Зображення на Вікісховищі  |                                                        |                                                        |

Тип підводних човнів «G»  — це чотири підводних човнів ВМС США . Хоч вони належали номінально до одного типу але відрізнялися вагомо у важливих деталях конструкції, тому вони іноді розглядаються як чотири унікальні човни. Усі попередні підводні човни США були розроблені на Electric Boat. G-1, G-2, і G-3 були розроблені Simon Lake з компанії Lake Torpedo Boat, в той час як G-4 був розроблений American Laurenti. G-1 був побудований Newport News, G-2 і G-3 добудовувався на New York Navy Yard, а G −4 на William Cramp & Sons.

## Конструкція
G-1, G-2, і G-4 були останні бензинові підводні човни у ВМС США. G-1 був оснащений трьома парами рулів, рознесених по довжині корпусу, а не в носі і кормі човна . Це мало полегшити управління човном при занурені, який проєктанти вважали безпечнішим, ніж уставлена система управління в численних конструкціях човнів побудованих на Electric Boat.
Під час Першої світової війни, G-1 і G-2 були оснащені мостовими щитами для поліпшення ходу на поверхні при поганій погоді.
G-1 мав шість 18-дюймових (457 мм) торпедних апаратів: два в носовій частині, і чотири в надбудові, два були спрямовані на корму і два на ніс. Ці розташування ТА дали змогу випукати торпеди і по цілях котрі розташовані не тільки прямо по ходу човна, а і по тих котрі знаходяться позаду корми, без додаткового маневрування (розвороту) човна.
G-2 мав чотири 18-дюймові (457 мм) торпедних апаратів: два в носі човна і два в надбудові, один з котрих був спрямованим у сторону корми. З боєкомплектом у 8 торпед. Мав чотири бензинові двигуни, в тандемі, з'єднаних муфтами попарно. Це створювало серйозні склднощі в експлуатації, так як це було неможливо ідеально синхронізувати двигуни.

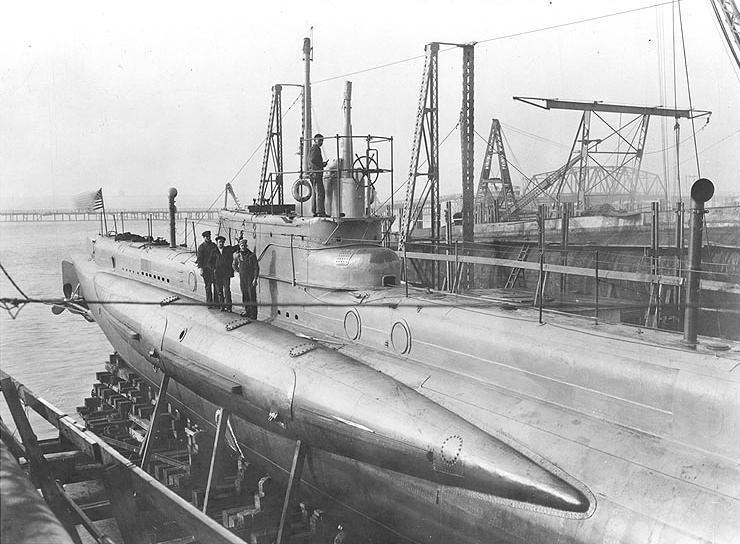
Човен G-3

G-3 мав шість 18-дюймовий (457 мм) торпедних апаратів: два в носовій частині, і чотири в надбудові, два були спрямовані на корму і два на ніс, з 10 торпедами. Він був єдиним човном типу з класу з дизельними двигунами. Був оснащений спонсонами для підвищення остійності.
G-4 мав чотири орпедний апаратторпедних апаратів, два носових і два кормових 18 дюймів (457 мм), з 8 торпед. Мав чотири бензинові двигуни, в тандемі, як в G-2, за винятком того, що не було ніякого зчеплення між ними. Це створювало серйозні склднощі в експлуатації, так як це було неможливо ідеально синхронізувати двигуни.

## Представники
- USS G-1 (SS-19½) — спущений на воду 9 лютого 1911 з назвою «Seal». Переданий флоту 28 жовтня 1912. Перейменований в G-1 і в «SS-19½» 17 листопада 1911. Виведений з експлуатації 6 березня 1920. Затонув як мішень поблизу точки Тейлор, Наррагансетт Bay, Род-Айленд 21 червня 1921. Човен ще не підіймався.[8]
- USS G-2 (SS-27) — спущений на воду 10 січня 1912 з назвою «Tuna». Переданий флоту 1 грудня 1913. Перейменований в G-2 і в «SS-27» 17 листопада 1911. Виведений з експлуатації 2 квітня 1919 і використовувався як мішень. Затонув біля причалів в Two Tree Channel, Niantic, Коннектикут 30 липня 1919. Човен ще не підіймався.[9]
- USS G-3 (SS-31) — спущений на воду 27 грудня 1913 з назвою «Turbot». Переданий флоту 22 березня 1915. Перейменований в G-3 і в «SS-31» 17 листопада 1911. Виведений з експлуатації 5 травня 1921 і проданий на металобрухт 1922.[10]
- USS G-4 (SS-26) — спущений на воду 17 листопада 1911 з назвою «Thrasher». Переданий флоту 22 січня 1914. Перейменований в G-4 і в «SS-26» 15 серпня 1912. Виведений з експлуатації 5 вересня 1919 і проданий на металобрухт у 1921.[11]